# Jatimulyo (Mantingan)
Jatimulyo is een bestuurslaag in het regentschap Ngawi van de provincie Oost-Java, Indonesië. Jatimulyo telt 2206 inwoners (volkstelling 2010).